# Sisters (miasto)
Sisters – miasto w Stanach Zjednoczonych, w stanie Oregon, w hrabstwie Deschutes.